# 中国人民解放军陆军合成第五十六旅
合成第五十六旅（英語：56th Combined Arms Brigade），又名“邱少云部队”，是中国人民解放军陆军第七十六集团军下辖的一个轻型合成旅，驻地青海省格尔木市。

## 历史概述
其前身为1945年10月以冀南军区第十九、二十五、二十八团合编组建的晋冀鲁豫野战军第二纵队第六旅。抗日战争时期，该旅前身各部长期坚持冀南地区武装抗日，后整编为第十军第二十九师。
抗美援朝战争中，第二十九师下属第八十七团第九连战士邱少云及其他500餘人在美軍陣地前沿的草叢中潛伏。12日12時左右，美軍向邱少雲潛伏地投掷凝固汽油弹，其中一發落在他潛伏點附近，火勢蔓延到他身上，但邱少云為了不暴露部隊埋伏的地點，他忍受着劇痛，堅持不動，雖然邱少雲身後就是一條水溝，但他紋絲不動，直到陣亡。邱少云是该部队最典型的战斗模范，故该部也被称为“邱少云部队”。
1960-1990代经历过多次整编，最终于1998年缩编为步兵第五十六旅，2017年整编为轻型合成旅。

## 沿革
参考资料：
| 部隊番號                 | 使用時期                |
| ------------------------ | ----------------------- |
| 晋冀鲁豫野战军第六旅     | 1946年5月18日-1947年8月 |
| 中原野战军第六旅         | 1947年8月-1948年3月13日 |
| 中国人民解放军第二十九师 | 1949年2月-1960年6月     |
| 陆军第二十九师           | 1960年6月-1967年8月     |
| 空降兵第二十九师         | 1967年8月-1968年10月    |
| 陆军第二十九师           | 1968年10月-1969年12月   |
| 陆军第四十九师           | 1969年12月-1976年3月    |
| 陆军第五十六师           | 1976年3月-1985年9月     |
| 步兵第五十六师           | 1985年9月-1998年10月    |
| 摩托化步兵第五十六旅     | 1998年10月-2017年4月    |
| 合成第五十六旅           | 2017年4月至今           |

## 荣誉
- “冀南战斗模范团”：前摩步第一六六团，获得称号时为八路军济南军区第十九团
- “邱少云所在连”、“纪律严明模范连”、“爱国为民模范连”：前摩步第一六八团九连，现为本旅合成三营九连